# Breonia chinensis
Breonia chinensis är en måreväxtart som först beskrevs av Jean-Baptiste de Lamarck, och fick sitt nu gällande namn av René Paul Raymond Capuron. Breonia chinensis ingår i släktet Breonia och familjen måreväxter. Inga underarter finns listade i Catalogue of Life.